# Jaroslav Hainz
Jaroslav Hainz (Praga, 17 de setembro 1883) foi um tenista da Boémia.
Jaroslav Hainz Participou dos Jogos Olímpicos de 1912, em simples.